# Économie de l'Inde
Selon les données du FMI, l'Inde est en 2022 la 5e puissance économique mondiale (en $) courants avec un produit intérieur brut (PIB) de 3 530 Mds de $,,, et de 10210 Mds de $ en parité de pouvoir d'achat (PPA), soit le 3e rang mondial après les États-Unis et la Chine.
La croissance a atteint une moyenne proche de 8 % au cours des 10e et 11e plans quinquennaux entre 2002 et 2012. Pourtant les défis de l'Inde restent tels que les autorités visent toujours la maximisation de la croissance pour éradiquer la pauvreté de masse qui touchait encore en 2021 60 millions d'Indiens (pauvreté multidimensionnelle selon le PNUD), soit 14,3 % de la population.
Les inégalités de revenus sont en augmentation. En 2016, les 10 % les plus riches disposaient de 55 % des revenus nationaux. Dans le rapport de 2022 sur les inégalités mondiales, l'Inde fait toujours partie des pays les plus inégalitaires dans le monde. Les auteurs du rapport qualifient l’Inde de « pays pauvre et très inégalitaire, avec une élite aisée ». Les 50 % des ménages indiens les plus pauvres ne possèdent presque rien et la classe moyenne est également relativement pauvre. En 2024, les 1 % les plus fortunés concentrent 40 % de la richesse totale nationale, le plus haut niveau d’inégalité jamais enregistré dans le pays depuis que les relevés existent.
Selon un rapport de Global Corruption Barometer Asia publié en 2020, l’Inde arrive en tête en matière de corruption en Asie, avec un taux de 39 %. La corruption fait partie de la vie quotidienne des indiens, avec près d’un citoyen sur cinq obligé de payer un fonctionnaire pour accéder à un service public essentiel, comme la santé ou l’éducation.

## Histoire

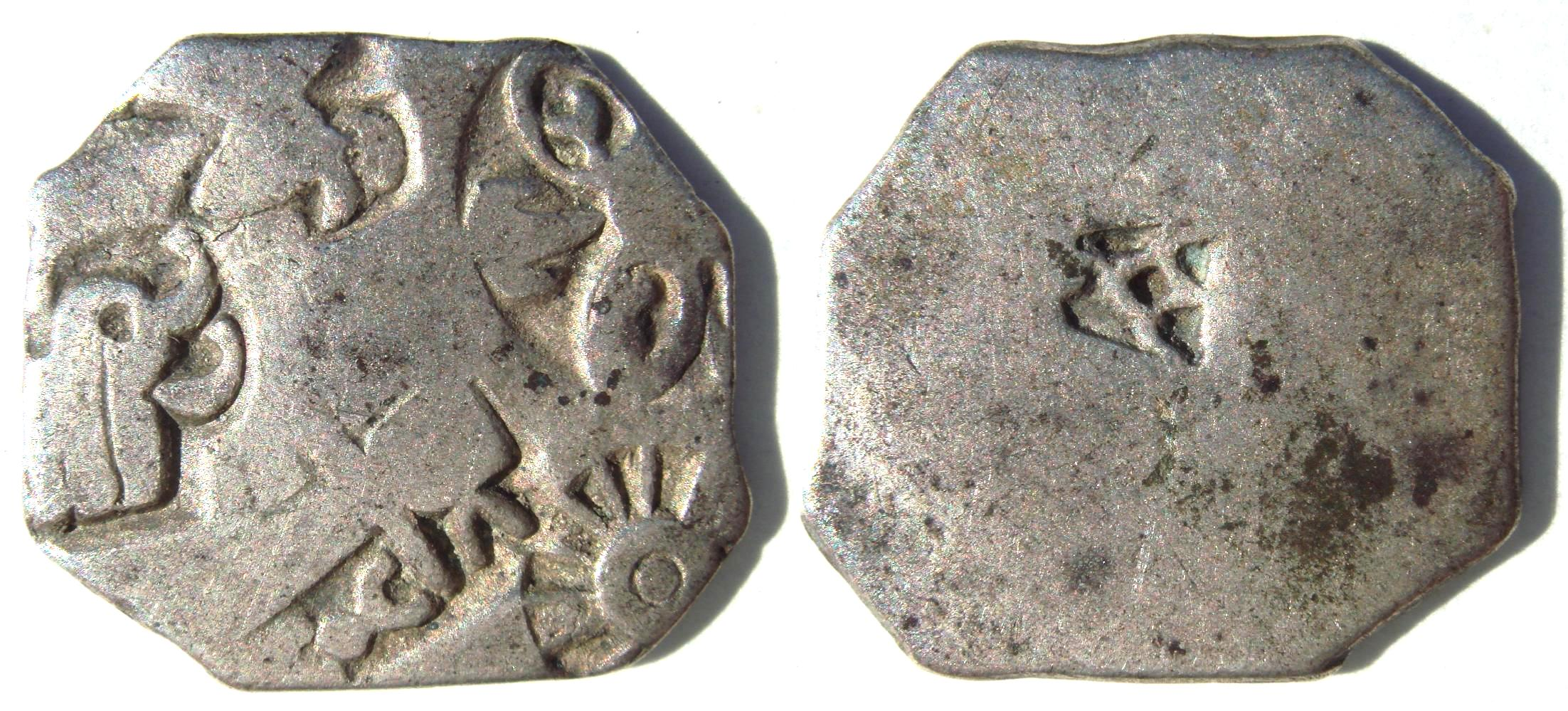
Pièce d'argent de l'Empire Maurya, IIIe siècle av. J.C.

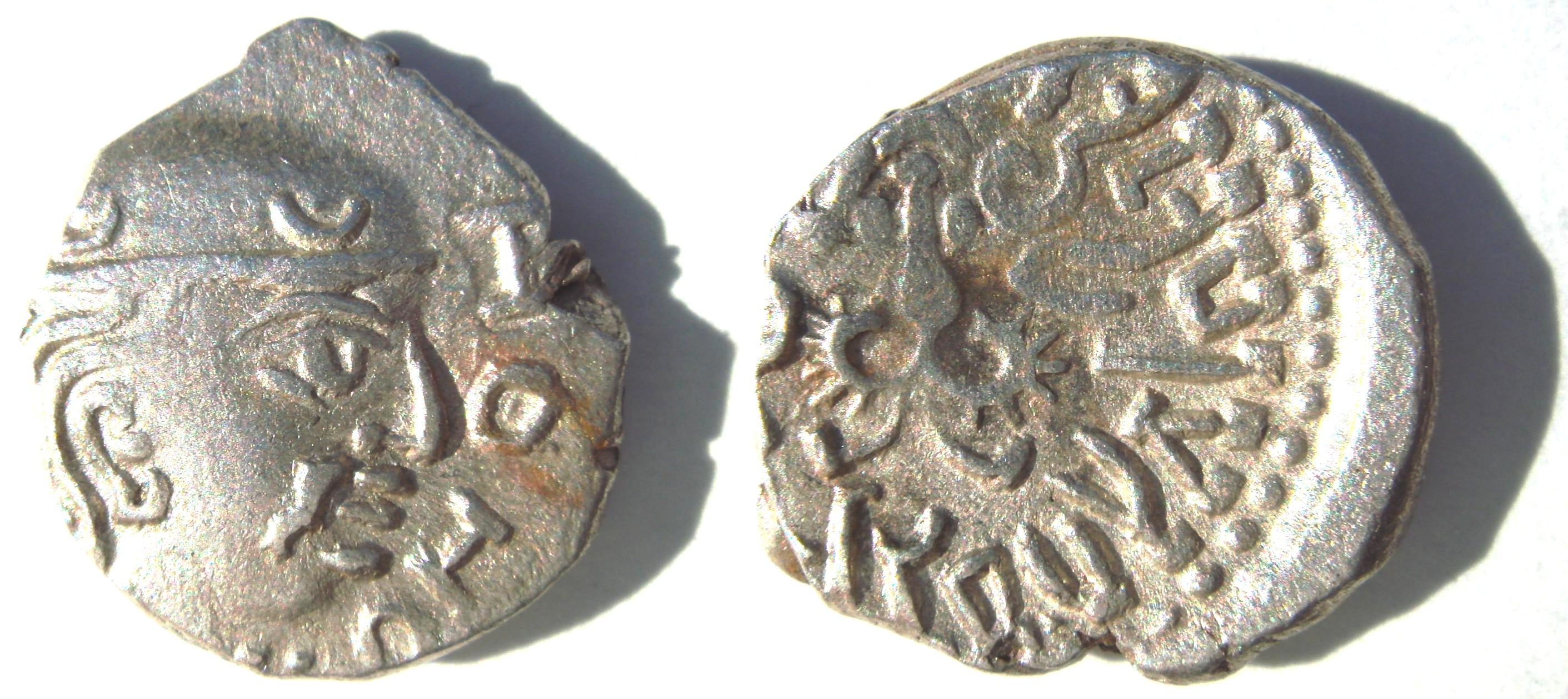
Pièce d'argent de l'Empire Gupta, Ve siècle

### Période pré-coloniale (avant 1773)
Entre 2800 et 1800 av. J.C., la civilisation de la vallée de l'Indus pratiquait le commerce entre villes.
Le commerce des épices est pratiqué depuis l'Antiquité entre l'Europe et l'Asie, par exemple entre l'Empire romain et l'Inde. L'ouverture de la Route des Indes accentue le phénomène à la fin du XVIIIe siècle.

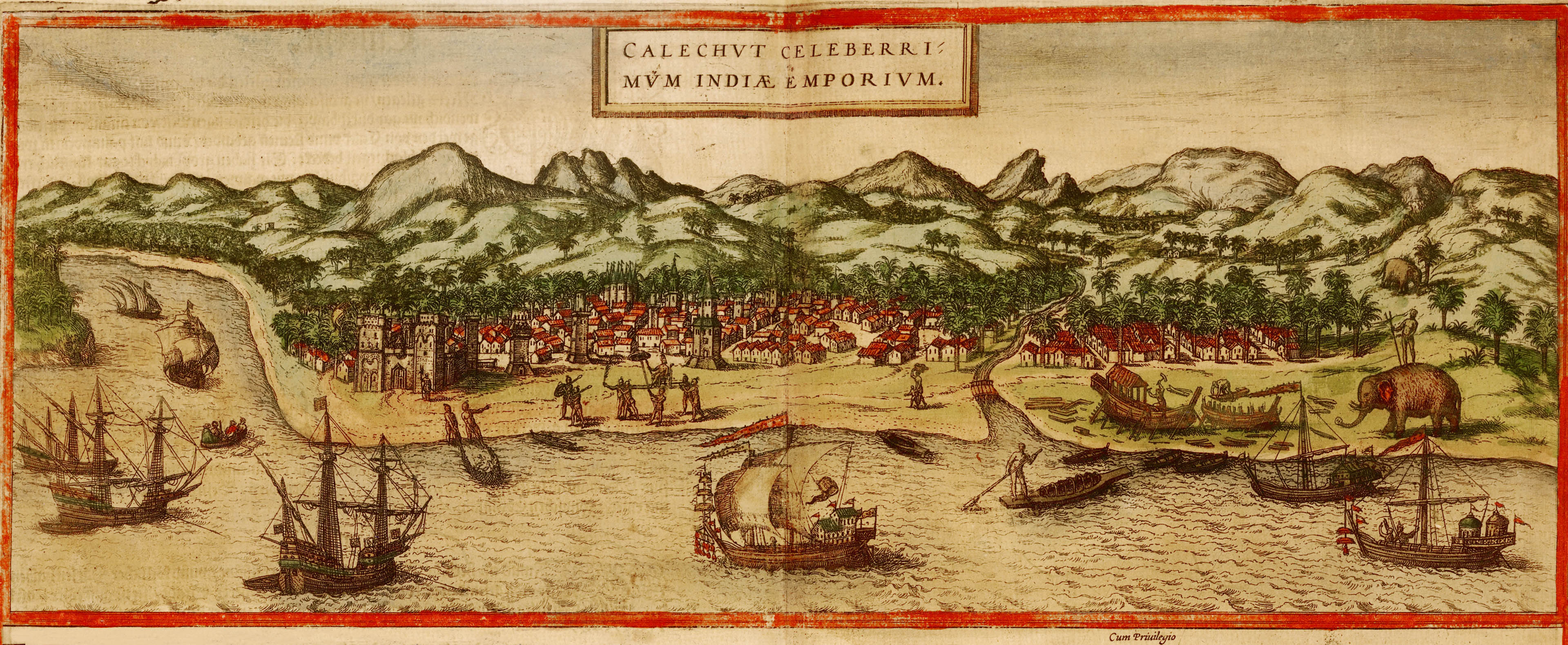
Image de Calicut, Inde dans l'atlas de Georg Braun et Frans Hogenberg Civitates Orbis Terrarum, 1572

### Période coloniale (de 1773 à 1947)
L'empire britannique établit sa domination à la fin du XVIIIe siècle. Le Mouvement pour l'indépendance de l'Inde dénonce l'exploitation et la mauvaise santé économique du pays.
La période coloniale représente pour l'Inde un fort déclin économique, en comparaison du reste du monde : d'après les statistiques réalisées par l’historien britannique Angus Maddison, la part de l'Inde dans la richesse mondiale est tombée de 22,6% en 1700 à 3,8% en 1952.

### Période pré-libérale (de 1947 à 1991)
La politique économique après l'indépendance était influencée par la période coloniale mais aussi par le modèle économique de l'Union soviétique (plans à 5 ans). La croissance (environ 3,5 % des années 1950 aux années 1980) reste faible au regard d'autres pays d'Asie comme la Chine.

### La libéralisation partielle de l'économie depuis 1991
L'Inde a connu un décollage économique plutôt lent dans les années 1980 avant de s'accélérer depuis les grandes réformes entreprises à partir de 1991 sous le mandat du Premier ministre Narasimha Rao et son ministre des finances, Manmohan Singh, qui sera Premier ministre entre 2004 et 2014. Ces réformes sont adoptées en réaction à une crise monétaire et à un déficit commercial important. Elles incluent la libéralisation des investissements étrangers, des réductions significatives des tarifs douaniers, la modernisation du secteur financier, et des ajustements dans les politiques monétaires et fiscales. Le secteur public a cédé la place à des groupes privés de toute taille qui s'appuient sur la vieille tradition des castes marchandes et d'entrepreneurs.[réf. nécessaire]
Le processus de réforme a eu quelques effets bénéfiques sur l'économie indienne, y compris des taux de croissance plus élevés, la baisse de l'inflation, et l'augmentation des investissements étrangers. Le déficit commercial a été réduit à 1 % en 2002-2003. Depuis 1991, la croissance indienne a été en moyenne de 5 %, atteignant un record de 8,4 % en 2004. Depuis, le rythme de la croissance économique s'est accéléré : 9,6 % en 2007, 8,7 % en 2008 malgré la crise économique.[réf. nécessaire]
Le gouvernement indien, soutenu par la Bolivie, le Venezuela et Cuba, a refusé de signer l'accord sur la « Facilitation des échanges » de l'OMC en juillet 2014, préférant protéger les petits agriculteurs locaux et la sécurité alimentaire du pays.
En 2015, la croissance économique de l'Inde s'accélère. Son PIB au 4e trimestre affiche 7,3 %, soit une des plus fortes croissances parmi toutes les économies mondiales. Les secteurs de la production et des services ont contribué à cette croissance. L'Inde passe alors devant la Chine qui affiche alors une hausse de 6,9 % du PIB réel. Près de 80 % du marché du travail est informel.
Les secteurs bancaire et ferroviaire ont commencé à être privatisés. Ces dernières années les budgets de la santé et de l'éducation, déjà très faibles (respectivement 1,8 % et 4,5 % du PIB),, ont été réduits, de mème que d'autres dépenses sociales : aides à l'emploi, allocations aux cantines scolaires, plans pour l'accès à l'eau potable. Sur la question du droit du travail, des amendements votés en 2018 restreignent davantage les activités syndicales et tendraient à faciliter les licenciements et à allonger la durée de travail hebdomadaire des salariés,

### Les dynamismes des investissements étrangers
Comme les autres États BRICS (Brésil, Russie, Inde, Chine, Afrique du Sud), l'Union Indienne s'affirme comme un des nouveaux grands pays industriels. Depuis quelques années, les flux d'investissements augmentent rapidement, soit 25 milliards de dollars en 2005, mais 66 milliards de dollars en 2006. La crise financière pourrait ralentir conjoncturellement cette tendance.
Comparée à la Chine, les moteurs de la croissance indienne sont beaucoup plus domestiques. Ils s'appuient sur un taux de consommation intérieur équivalent à 70 % du PIB contre 40 % en Chine. L'investissement est également plus équilibré : 32 % du PIB contre 40 % en Chine, mais le vrai point noir de l'Inde est la faiblesse de ses infrastructures urbaines, d'énergie et de transport qui induit celle de l'industrie manufacturière. Elle peut par contre s'appuyer sur une classe moyenne estimée à 500 millions à niveau de vie comparable aux occidentaux.
En 2016, l'Inde, qui réalise 71 milliards d'échanges commerciaux avec l'Afrique souhaite intensifier sa présence sur le continent africain, notamment en ce qui concerne ses ressources énergétiques. En comparaison, la Chine a réalisé 200 milliards de dollars d'échanges.

### Le taux de pauvreté
La croissance soutenue a permis d'augmenter le niveau de vie d'une grosse partie de la population de l'Inde. Cependant, les miséreux des bidonvilles de Bombay ou de Calcutta resteront longtemps très nombreux, même si leur part relative va en s'amenuisant dans cette immense population. En 2017, la Banque mondiale estimait que le taux de pauvreté (fixé à 1,9 $US par jour) était tombé de 38 % en 2007 à 21 % en 2017, soit plus de 300 millions de pauvres.
Ceci a conduit le parti du Congrès au pouvoir depuis 2004 a s'arranger sur une stratégie de "croissance inclusive" en accompagnement de sa politique de libéralisation. Un ensemble de programmes sociaux dans l'éducation, l'emploi (NREGA) ou la santé visent à améliorer la position des basses castes dans le nouveau jeu économique. La préoccupation numéro un du pays est de créer au moins dix millions d'emplois nécessaires chaque année pour absorber l'arrivée massive des jeunes du baby boom des années 1980.

### Emploi et chômage
La question de l'accès à l'emploi devient cependant un problème majeur. Le nombre d'emplois dans le pays a diminué de 9 millions entre 2012 et 2019, alors que plus d'un million de jeunes arrivent chaque année sur le marché du travail. En conséquence, le nombre de chômeurs chez les moins de 29 ans a bondi de 9 millions en 2012 à 25 millions en 2018. D'autre part, 90 % des emplois en Inde relèvent encore du secteur informel, caractérisé par l’absence de contrat de travail, d’assurance et de cotisation retraite.
Chaque année, des millions d’Indiens, parmi les plus défavorisés, quittent leur village pour travailler dans les mégalopoles. Le nombre de ces "travailleurs migrants" se situerait entre 50 millions et 100 millions. Cette main-d’œuvre non qualifiée et mal payée est essentielle dans l’économie indienne. Elle est le plus souvent utilisée dans des emplois précaires et parfois dangereux, sans contrat de travail ni sécurité sociale, dans le secteur informel, sur les chantiers de construction, dans les usines, dans les hôtels et restaurants. Le reste forme le bataillon des vendeurs de rues ou de conducteurs de rickshaws.
Le système de castes continue d'avoir une grande influence sur le fonctionnement des entreprises. La mainmise des hautes castes sur les bons postes perdure, tandis que les « dalits » sont relégués à des fonctions subalternes. En 2012, 93 % des administrateurs des mille plus grandes entreprises indiennes étaient issus des castes supérieures (qui ne représentent que 15 % de la population). En 2019, une étude américaine portant sur 4 005 sociétés indiennes cotées en bourse a dénombré trois dalits ou membres de minorités à des postes de direction sur quelque 35 000 postes.

### Inégalités sociales
L'Inde se caractérise par des inégalités sociales très élevées. Le 1 % de la population la plus riche gagne en 2021 plus de 20 % du revenu national total, alors que les 50 % les plus pauvres gagnent seulement 13 % du revenu national total. L’Inde fait désormais partie des pays les plus inégalitaires dans le monde selon Le Rapport sur les inégalités mondiales 2022, qui qualifie l’Inde « de pays pauvre et très inégalitaire, avec une élite aisée »,.

### Corruption
L’Inde est le pays de la région Asie-Pacifique où dessous-de-table et pots-de-vin sont le plus pratiqués. Les plus pauvres en sont fortement victimes : 73 % d'entre eux sont contraints d'y recourir au moins une fois par an, contre 55 % des plus favorisés, selon Transparency International. Cette corruption facilite l’accès à des services qui devraient être publics : documents administratifs, affaires de police, raccordement à l’électricité, voire soins hospitaliers. Alors que les milieux d'affaires sont mis en cause dans de nombreux dossiers spectaculaires, des hommes d’affaires compromis ont dû fuir le pays et les liens entre milieu politique et financements obscurs nourrissent l’« empire des milliardaires », selon la formule du journaliste James Crabtree.

## Secteurs d'activités

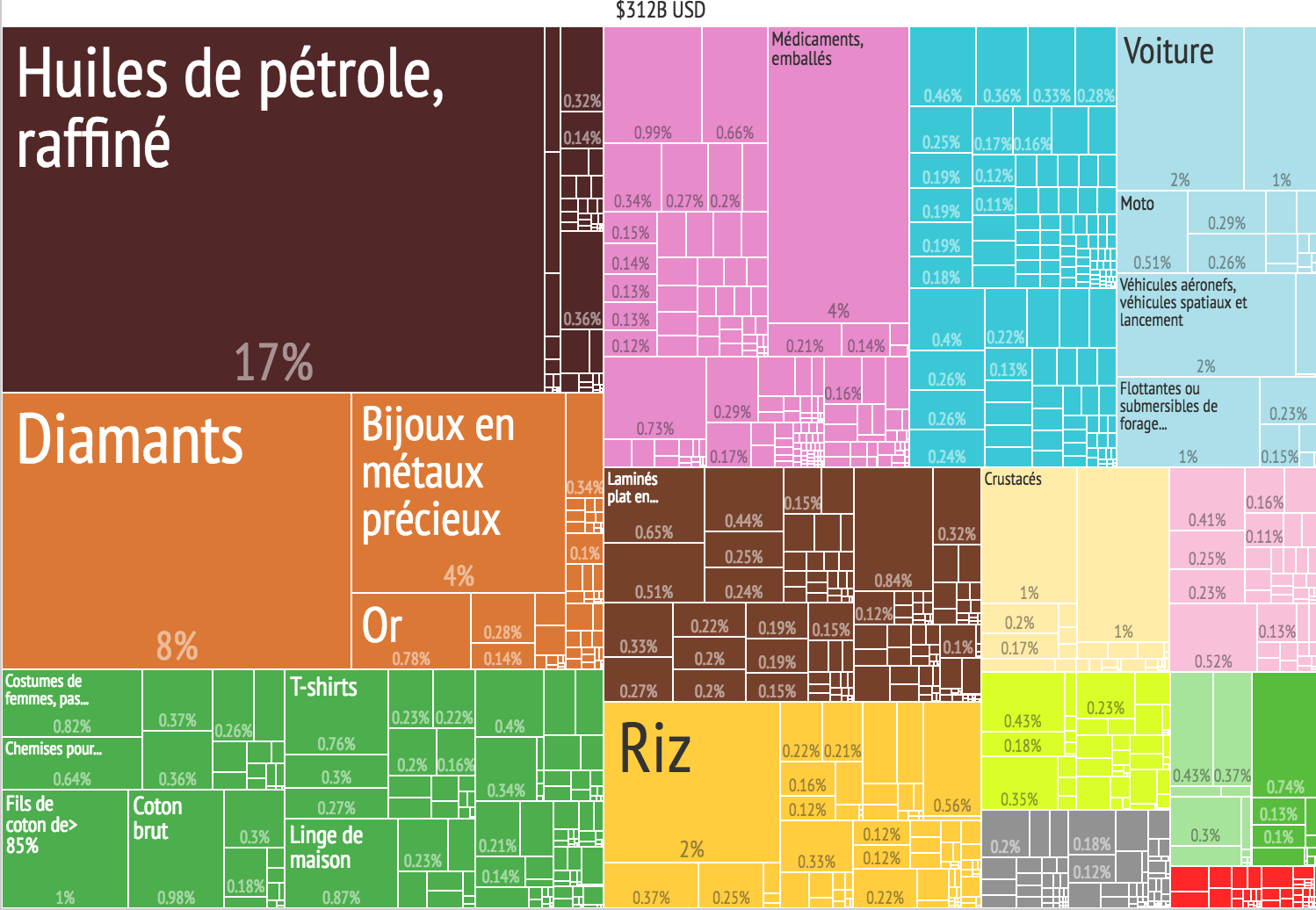
Treemap des Exportations Indiennes par produit (2014) à partir de
[http://atlas.cid.harvard.edu/explore/tree_map/export/ind/all/show/2014/ Harvard Atlas of Economic Complexity

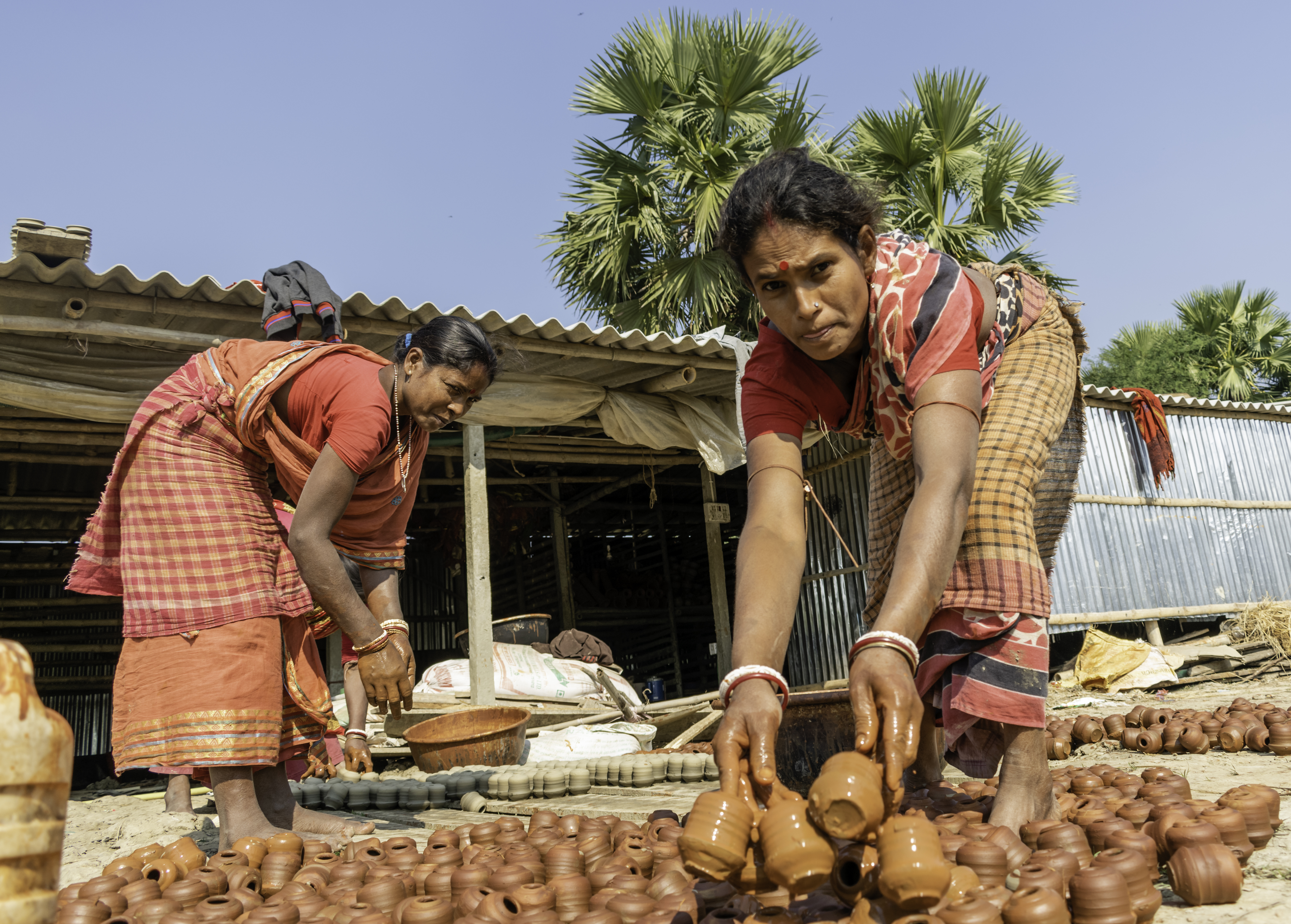
Des ouvrières préparent l'argile pour fabriquer différents pots traditionnels en terre cuite. La poterie est le plus ancien artisanat de l'Inde. Décembre 2017.

### Agriculture
L'Inde est le quatrième producteur agricole mondial, sa balance commerciale agroalimentaire est excédentaire et a augmenté en 2004 et 2005. En 2014, le secteur primaire employait 47 % des actifs et représentait 18 % du PIB, alors que le secteur primaire représentait, en 1995, 28 % du PIB et 23 % en 2000, et que la population est encore rurale à plus de 70 %.
En 2003, l'Inde est le principal producteur mondial de millet avec 17 millions de tonnes, de viandes bovines, de lait, de noix de cajou, de noix de coco, de thé, de gingembre, de banane, de sapote et de poivre noir. L'Inde est, en 2005, aussi le second producteur mondial de riz avec une production de 128 millions de tonnes, de blé avec 72 millions de tonnes, de canne à sucre avec 289,6 millions de tonnes, d'arachide et poissons d'eaux douces. Le pays est aussi, en 2003, le troisième producteur mondial de caoutchouc naturel avec une production de 694 000 tonnes, de fibres de coton avec 2,1 millions de tonnes, de viandes ovines (élevage de mouton) et de tabac. L'Inde produit également de manière importante des pommes de terre, du maïs, de l'orge, du soja, des graines de lin, du sorgho et diverses épices.
En 2002-03, la production céréalière était d'environ 235 millions de tonnes. Près de 50 % de la superficie agricole indienne est cultivée avec du riz ou du blé, qui représentent 18 % de la valeur de la production agricole. Le riz est ainsi l'aliment de base d'une grande partie de la population indienne, il occupe ainsi près d'un quart des surfaces cultivées notamment dans les régions de la basse plaine du Gange ainsi que sur les Ghâts occidentaux et Ghâts orientaux. Le blé, le millet et l'arachide sont surtout dans les régions plus sèches du centre notamment du plateau du Duccan et du nord-ouest de l'Inde.
Le thé, le café et le caoutchouc sont présents quant à eux, dans les zones proches de l'Himalaya et les Ghats occidentaux. La part des fruits et légumes dans la valeur de la production agricole est elle passée de 14 % en 1993 à 19 % en 2004, alors que les oléagineux et les légumineuses représentent respectivement 19 % et 8 % de la valeur de la production agricole. Les produits de l'élevage représentent actuellement environ 27 % de la valeur de la production agricole. Le lait représente 18 % de la valeur de la production agricole.
Dans les années 1970, sous le régime d'Indira Gandhi, le pays s'est lancé dans la révolution verte destinée à améliorer les rendements agricoles. En effet, les problèmes alimentaires et pénuries étaient fréquents. Avec cette nouvelle technique, près de 40 % de la superficie cultivée est actuellement irriguée, 92 % de la superficie de canne à sucre est irriguée, 88 % pour le blé, 52 % pour le riz et de 33 % pour le coton. L'utilisation d'engrais chimiques et de semences à haut rendement, a fortement augmenté au cours des trois dernières décennies. Actuellement[Quand ?], près de 80 % des superficies plantées en céréales reçoivent de telles variétés. La révolution verte n'a cependant par remis en question la structure agraire indienne, caractérisée par une forte proportion de métayers et petits propriétaires. En 1995, la superficie moyenne était de 1,55 hectare alors que plus des deux tiers des ménages agricoles disposaient de moins de 1 hectare de terres agricoles, et que seulement 1 % des propriétaires fonciers exploitent plus de 10 hectares. Pourtant, à l'aide de cette méthode, le deuxième pays le plus peuplé du monde a réussi à restimuler l'économie, avec une alimentation abondante et de qualité, qui comble les grandes demandes alimentaires du pays, avec sa surpopulation, et bien plus encore.
Les huiles alimentaires sont le principal groupe de produits agricoles importés, suivi des noix de cajou (qui sont réexportées après décorticage) et des légumineuses. En 2005, l'Indonésie et l'Argentine ont fourni à elles seules 36 % des importations agroalimentaires indiennes, et sont à l'origine de 60 % des importations d'huiles alimentaires. Alors que le Brésil, la Birmanie, les États-Unis et le Sri Lanka représentent ensemble, 60 % des importations indiennes de produits agroalimentaires.
Les principaux produits agricoles exportés sont les céréales, les tourteaux, les noix de cajou, le thé, les fruits et les légumes. Les céréales à elles toutes seules représentant 20 % de l'ensemble des exportations agroalimentaires. Les principaux pays importateurs de produits agricoles indiens sont, en 2005, les États-Unis, l'Arabie saoudite, le Japon, les Émirats arabes unis et le Bangladesh qui ont à eux 5 absorbé près d'un tiers des exportations agroalimentaires.
Ces dernières années, les événements météorologiques extrêmes, avec des sécheresses, des canicules et des cyclones récurrents, sont un facteur majeur de la chute de revenus des fermiers. Selon le Centre for Science and Environment, la plus grande ONG environnementale de l'Inde : « On fait face à une crise agricole, avec une vague de suicides de fermiers et des manifestations paysannes qui se sont multipliées par trois [...] Les partis n’ont pas l’intelligence ni la vision à long terme pour prendre les mesures nécessaires. À la place, ils répondent à chaque sécheresse, à chaque inondation, par de la gestion de crise. Il n’y a aucun plan d’ensemble pour agir à l’échelle nationale pour la prévention et l’adaptation.
Chaque année, environ 1,4 million de saisonniers sont engagés pour la coupe de la canne à sucre dans l’État du Maharashtra. D'après un réseau d'ONG spécialisées dans la lutte pour les droits des femmes : « Les coupeurs de canne vivent dans des conditions misérables, sans eau potable ni sanitaires dans leurs abris de fortune. […] les femmes sont particulièrement vulnérables : leur corps est non seulement exploité mais il est aussi contrôlé. On note une hausse du nombre d’hystérectomies effectuées sur les coupeuses de canne et un pic juste avant le début de la récolte. » Ainsi, selon deux enquêtes, 36 % des travailleuses ont subi une ablation  de l’utérus. L'objectif poursuivi par les entrepreneurs sucriers est d'obtenir une plus grande productivité de la part de leurs salariées qui peuvent alors travailler de façon ininterrompue.
Selon les économistes Damien Bazin et Naceur Kheraief 2016, l’agriculture indienne est en proie à de profondes mutations conjoncturelles ces dernières années impliquant des externalités (positives et négatives) avec d’une part, le recours aux OGM (versus justice/contestations paysannes) et avec d’autre part, l’avènement du développement durable en matière agraire.

### Industrie
L'industrie représente 22 % des actifs.
Dans de nombreuses grandes villes indiennes, les usines sont situées dans des quartiers anciens et exigus, où le prix de l’immobilier est moins élevé. La nuit, ces bâtiments servent de dortoirs pour les travailleurs pauvres qui peuvent ainsi économiser de l’argent en dormant sur leur lieu de travail. Un manque de planification et des manquements dans l’application des règlements de construction et de sécurité entraînent fréquemment des incendies et accidents mortels. Ainsi, le 8 décembre 2019, 43 ouvriers périssent dans l'incendie d'une usine de New Delhi.

#### Construction
L’industrie de la construction en Inde a une croissance rapide avec une croissance annuelle de 10 %. Elle a un large éventail d'activités avec un nombre important de travailleurs qui travaillent principalement dans un secteur informel ou non organisé. Environ 340 millions de travailleurs (92 %) sont dans un secteur non organisé et environ la moitié d'entre eux sont dans le secteur de la construction. En Inde, la part du travail occasionnel dans la main-d'œuvre de la construction a augmenté de 10 pour cent entre 1983 et 1993. En 1993, 64 pour cent des hommes et 96 pour cent des femmes dans la construction urbaine travaillaient à titre occasionnel. Si tous les travailleurs indépendants étaient inclus, 89 % des hommes et 97 % des femmes en construction en 1993 pourraient être considérés comme des "travailleurs informels". Le gouvernement de l'Inde et les gouvernements des États ont promulgué des lois qui encadrent le travail dans l'industrie. Selon la National Commission for Enterprises in the Unorganised Sector (en) (NCEUS), les travailleurs sont les victimes de conditions environnementales de travail défavorables et soumises à des risques pour la santé d'origine professionnelle. Ces travailleurs sont pauvres et vulnérables, leur emploi est totalement temporaire, le stress socioéconomique est l'une des principales conséquences de leur profession. Les mesures de sécurité ne sont pas fournies ou adoptées par eux pendant leur travail. Ils sont exploités par les entrepreneurs. Il n'y a pas de limite de temps/cadre de travail spécifié pour eux. Ils ont dû travailler en moyenne pendant environ 10 heures par jour. Ce sont surtout des travailleurs migrants. Parfois, ils sont sujets à des blessures et à des accidents. Le statut socioéconomique des travailleurs de la construction a montré qu'ils étaient pauvres, salariés journaliers qui entretiennent avec difficulté leur famille avec un faible revenu. La plupart d'entre eux sont alphabétisés. Ils sont dépendants à l'alcool, fument bidî et cigarettes, et sont mal nourri. La plupart vivent dans des maisons de kacha. Une bonne proportion de travailleurs préparent leur nourriture dans la pièce où ils vivent et ont utilisé du bois pour cuisiner leurs aliments. L'eau potable et de cuisson qu'ils utilisent provient de puits ou des robinets publics. Des latrines sont disponibles dans leur logement dans la plupart des cas. Leur revenu mensuel Rs.4956/-(Rs.900/-à Rs.15000/-) est moins dû à ce qu'ils ont dû emprunter à des proches ou à des voisins pour répondre à leurs besoins. Ils ne connaissaient pas les différents régimes de sécurité sociale.
Des centaines de milliers d'Indiens travaillent au Qatar, où 1,2 million de migrants sont employés, dont beaucoup dans la construction(Secteur de la construction au Qatar).

#### Industrie minière
En ce qui concerne la production industrielle, l'Inde était, en 2003, 4e producteur mondial de fer avec une production de 140 millions de tonnes et 8e producteur d'acier avec 31,8 millions de tonnes. L'industrie minière est une activité importante avec 79 minéraux différents produits en 2009-2010. De plus en 2005, l'Inde était le 3e producteur mondial de charbon et de lignite.

#### Industrie textile
Article principal : Industrie textile de l'Inde (en)
Pour ce qui est de l’industrie textile, elle crée un nombre considérable d’emplois pour la population (près de 35 millions) et contribue à la production du pays (4 % du PNB). La majorité des entreprises qui la composent sont de petites tailles, mais elles offrent malgré tout un rendement satisfaisant, car elles réussissent à générer 27 % des exportations indiennes.

#### Industrie automobile
Depuis 1990, la construction automobile est passée d'une production de deux cent mille à plus d'un million et demi d'unités fabriquées dans le cadre, souvent, de joint-ventures entre fabricants indiens et firmes occidentales. Ainsi actuellement, 8 millions de deux-roues vendus dans le pays chaque année et 1,5 million de voitures contre 50 000 en 1985. Le secteur automobile est en plein essor, avec des compagnies multinationales, tel que : Suzuki (43 %), Hyundai (18 %), Toyota (4 %) et Honda (3 %).

### Services
Les services représentent 31 % des actifs.

#### Informatique
Le secteur de l'informatique emploie deux millions de personnes en Inde en 2007. Hyderabad, Pune et surtout Bangalore sont les plus importants pôles de production de logiciels, de matériel de pointe et des saisies de données. Des grands groupes indiens sont déjà présents dans ce secteur tel Wipro, Infosys et Tata Consultancy Services, alors que des groupes comme IBM employait en près de 39 000 personnes dans le pays à travers 16 sites d'activités dont 5 à Hyderâbâd. Ce secteur est florissant essentiellement en raison d'une main-d'œuvre qualifié peu couteuse, un ingénieur indien coûterait 25 000 dollars par an contre 75 000 dollars pour un américain.

#### Téléphonie et assurances
En 2009, la téléphonie mobile comptait plus de 10 millions d'abonnés supplémentaires chaque mois.
Le secteur des assurances connait une croissance de 20 % par an.

#### Tourisme
Le tourisme est peu développé mais en forte croissance, y compris le tourisme médical. Ce secteur représente 18 millions d'emplois et a attiré 4,4 millions de personnes en 2007.

### Domesticité
Les domestiques, souvent issus de castes inférieures, ne bénéficient d'aucune législation, d'aucuns droits spécifiques. Selon le Bureau des statistiques indiennes, leur nombre atteindrait quatre millions et demi (dont trois millions de femmes), mais les syndicats et organisations des droits humains les estiment à vingt millions. D'après le gouvernement indien, 3 511 employés de maison ont porté plainte en 2014 pour violences physiques contre leurs employeurs, mais des dizaines ou centaines de milliers d'entre eux n'osent pas saisir la justice.
Seules les violences les plus extrêmes soulèvent une réaction de l'opinion publique. En mars 2017, à Gurgaon, une employée de 17 ans aurait été jetée du balcon du onzième étage d'une tour d'un complexe résidentiel par son employeuse, épouse du vice-président de la branche indienne de Bank of America Merrill Lynch. La police locale retient l’hypothèse du suicide malgré des expertises médicales relevant de nombreuses blessures au visage infligées par des coups. En juillet 2017, une révolte de domestiques se produit dans la banlieue de New Delhi après la séquestration d'une employée par ses employeurs.

### Énergie

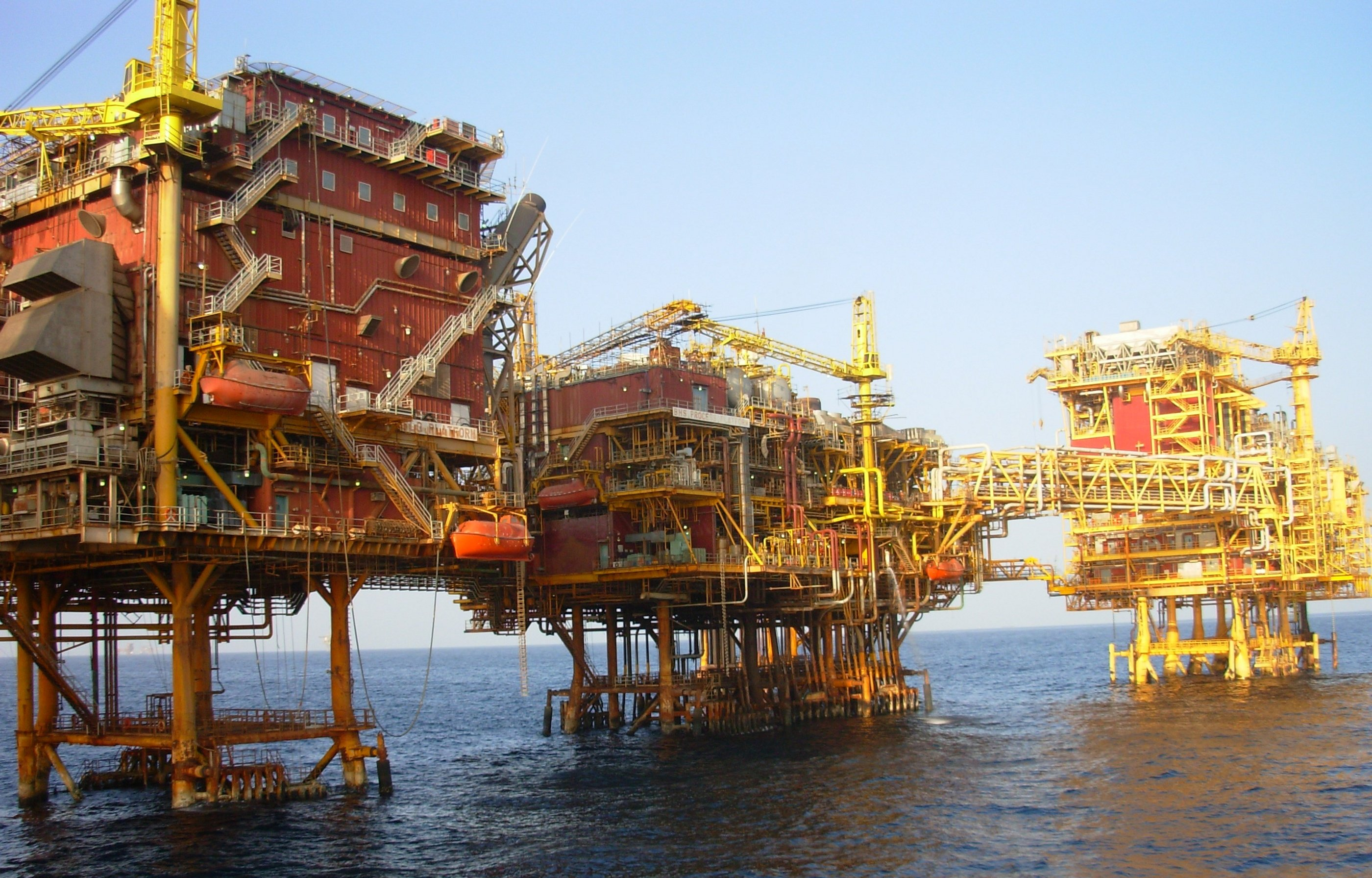
Platforme d'ONGC à Mumbai High dans la mer d'Arabie, un des quelques sites de production interne de pétrole.

En 2010, L'Inde importait environ 70 % de ses besoins en pétrole brut.
En 2012, l'énergie est obtenue à 65 % à partir du charbon. Coal India (monopole d'État), qui fournit près de 80 % de la production de charbon, ne parvient pas à réaliser les objectifs fixés par les plans quinquennaux. Le déficit de production d'électricité est estimé à 10 % pour l'ensemble du pays en 2012. le gouvernement prévoit d'augmenter la part du nucléaire dans sa production à 25 % d'ici à 2050, contre 3 % actuellement.

### Santé
En 2018, le budget de l'Inde consacré à la santé est plus de deux fois inférieur à celui de la Chine.

## Statistiques
données en crores pour la roupie, avril-septembre 2004
Note : 1 crore=10 millions de roupies.
- 72,046 roupies=1 € en date du 1/1/2016
- 66,35 roupies=1 $ en date du 1/1/2016
- Le droit d'accise : 36 622 de crore[incompréhensible]
- Douanes : 25.205%[incompréhensible]
- Impôt sur le revenu : 25 175 de crore
- Impôt sur les sociétés : 30 % pour les sociétés locales et 40 % pour les sociétés étrangères et leurs branches.

revenu des ménages par part de pourcentage
- décile inférieur 10 % :   3,5 % (les  10 % de la population les plus pauvres perçoivent 3,5 % du revenu national)
- décile supérieur 10 % :   33,5 % (les 10 % les plus riches de la population perçoivent 33,5 % du revenu national)